# Copenhagen
|  | Aquest article tracta sobre la població estatunidenca. Vegeu-ne altres significats a «Copenhaguen (desambiguació)». |

Copenhagen és una vila del Comtat de Lewis (Nova York) als Estats Units d'Amèrica.

## Demografia
Segons el cens dels Estats Units del 2000 Copenhagen tenia 865 habitants, 318 habitatges, i 237 famílies. La densitat de població era de 278,3 habitants/km².
Dels 318 habitatges en un 42,8% hi vivien nens de menys de 18 anys, en un 57,2% hi vivien parelles casades, en un 11,6% dones solteres, i en un 25,2% no eren unitats familiars. En el 21,4% dels habitatges hi vivien persones soles el 10,7% de les quals corresponia a persones de 65 anys o més que vivien soles. El nombre mitjà de persones vivint en cada habitatge era de 2,72 i el nombre mitjà de persones que vivien en cada família era de 3,14.
Per edats la població es repartia de la següent manera: un 31,8% tenia menys de 18 anys, un 13,3% entre 18 i 24, un 31,8% entre 25 i 44, un 15,1% de 45 a 60 i un 8% 65 anys o més.
L'edat mediana era de 28 anys. Per cada 100 dones de 18 o més anys hi havia 91,6 homes.
La renda mediana per habitatge era de 32.273 $ i la renda mediana per família de 35.781 $. Els homes tenien una renda mediana de 30.147 $ mentre que les dones 25.156 $. La renda per capita de la població era de 12.780 $. Entorn del 10,8% de les famílies i el 13,4% de la població estaven per davall del llindar de pobresa.